# انطلاق أبطال التايتنز إلى الأفلام (فلم)
انطلاق أبطال التايتنز إلى الأفلام هو فيلم انمي أمريكي صدر عام 2018  مستوحى من المسلسل التلفزيوني أبطال التايتنز انطلقوا!.

## ميزانية فيلم
حقق الفيلم نجاحًا في شباك التذاكر و أكثر من 52 مليون دولار في جميع أنحاء العالم مقابل ميزانية قدرها 10 ملايين دولار. وحصل على مراجعات إيجابية ، حيث أشاد النقاد بجودة الرسوم المتحركة ، والمرح والفكاهة.

## طاقم العمل
| الاسم | الممثلين      | الدور/الوظيفة        |
| ----- | ------------- | -------------------- |
| 1)    | كريستين بيل   | جيد ويلسون (صوت)     |
| 2)    | خاري بايتون   | سايبورج (صوت)        |
| 3)    | ويل أرنيت     | سليد (صوت)           |
| 4)    | تارا سترونج   | الغراب (صوت)         |
| 5)    | جريج سيبس     | الصبي الوحش (صوت)    |
| 6)    | هيندن والش    | ستارفير (صوت)        |
| 7)    | نيكولاس كيدج  | سوبرمان (صوت)        |
| 8)    | سكوت مينفاللي | روبن (صوت)           |
| 9)    | جيمس كوردن    | بالون مان            |
| 10)   | ليل ياكتي     | جرين لانترن (صوت)    |
| 11)   | هولزي         | المرأة الخارقة (صوت) |

## روابط خارجية
مقالات تستعمل روابط فنية بلا صلة مع ويكي بيانات